# Rebekka Ziska Dahl
Rebekka Ziska Dahl (født 1996) er en færøsk/dansk ju-jitsu kampsportsudøver, der har vundet medaljer ved VM, EM og World Games.

## Baggrund
Rebekka Elisabeth Ziska Dahl bor i Danmark og er vokset op i Hillerød hos sin mor Tonie Elisabeth Dahl sammen med sin storebror Bjørn Adam Ziska Dahl . Hun er halv færing, hendes far er Heini Ziska Dahl fra Klaksvík. Hun startede med at træne ju-jitsu som ni år gammel. Tre år senere, i 2009 vandt hun DM for første gang.

## Karriere
Få år efter at Rebekka Ziska Dahl havde vundet sit første danmarksmesterskab, vandt hun i 2013 U/18 verdensmesterskabet. Hun har vundet U/21 verdensmesterskabet i ju-jitsu i 2016. Tre år i træk (2015, 2016, 2017) har hun vundet bronze ved VM i ju-jitsu i vægtklassen op til 55 kg. I 2017 vandt hun guld ved World Games.
Fra 2018 ændrede vægtklasserne sig og Rebekka fortsatte sin karriere i vægtklassen -57 kg.
Rebekka kæmpede sig til endnu en Bronze til VM i 2018, hvorefter hun til VM i hhv. 2019 og 2020, samt EM 2021, kæmpede sig til finalen og endte med en sølvmedalje.
Rebekka har sammen med landsholdskammerat Liva Tanzer (-70kg) kvalificeret sig til World Games i Birmingham Alabama sommeren 2022.